# 1505
1505 (MDV) fue un año común comenzado en miércoles del calendario juliano.

## Acontecimientos
- 6 de junio: en Nepal se registra un violento terremoto de 8,8 que mata aproximadamente al 30% de la población del país.
- Los portugueses son los primeros europeos en llegar a las islas Seychelles.
- Paz de Blois con Francia, comienza la hegemonía española en Italia.
- Cortes de Toro; reconocimiento de la regencia de Fernando II de Aragón.
- Vicente Yáñez Pinzón es nombrado el primer gobernador de Puerto Rico.
- Incorporación del Reino de Nápoles a la Corona de Aragón.
- Fernando el Católico realiza incursiones en el norte de África.
- Fernando el Católico autoriza a la inquisición castigar con la hoguera el pecado de sodomía.[1]

## Arte y literatura
- Madonna del Granducca, Rafael .
- Mona Lisa, Leonardo da Vinci.

## Nacimientos
- 15 de septiembre: María, 5.ª hija de Juana I de Castilla y Felipe el Hermoso, en Bruselas.
- Pero Afán de Ribera y Gómez, gobernador de Costa Rica.
- Andrés de Vandelvira, arquitecto español.
- Loyuis Pierre Robert Olivetán, conocido como 'Peter Olivetano o Pierre Olivetana, primer traductor de La Biblia al francés

## Fallecimientos
- Iván III - Zar de Rusia.